# Équipe des Îles Salomon de football de plage
L'équipe des Îles Salomon de beach soccer est une sélection qui réunit les meilleurs joueurs salomonais dans cette discipline.
L'équipe se surnomme les Bilikiki, ou Bilikiki Boys, du nom d'un oiseau marin qui a inspiré une chanson populaire pour enfants. L'équipe a adopté l'oiseau pour emblème, mais aussi la chanson, et les joueurs la chantent en dansant lorsqu'ils remportent un match,,.
Statistiquement, les Bilikiki sont la meilleure équipe d'Océanie. Quatorzièmes au classement mondial en 2010, ils ont remporté les trois premiers championnats régionaux. Leur victoire 7-6 contre l'Uruguay (anciens finalistes mondiaux) lors de leur match d'ouverture à la Coupe du monde 2009 est perçue comme leur « plus grande réussite à ce jour dans un championnat de la FIFA ».

## Histoire
En 2013, les Salomon participent à leur cinquième Coupe du monde FIFA. Leurs deux seules absences remontent à 2011, lorsque Tahiti décroche la couronne continentale, et à 2005, où aucune nation du Pacifique n'était encore représentée. Les salomonais prennent part à l'édition 2008, même si cette année-là aucune compétition préliminaire continentale n'a lieu en Océanie. Depuis, les Bilikiki tirent leur épingle du jeu dans l'épreuve et acquièrent même une certaine réputation en raison de leur football technique et plein de verve. Au cours d'une campagne qualificative disputée en trois journées, les Salomon remportent leur quatrième titre continental après avoir facilement battu le Vanuatu et la Nouvelle-Calédonie. Leur préparation pour Tahiti 2013 est relativement brève. Avec seulement deux semaines de rodage sur le sable, les Mélanésiens comptent sur leur riche talent naturel pour essayer de s'imposer en Polynésie française.
Pour la Coupe du monde 2013, l'arrivée aux commandes de Gideon Omokirio, international salomonais à la fois en football à onze et en beach soccer, marque un changement de direction. Fort de ses quatre participations à la Coupe du monde, Omokirio est un monstre d'expérience et a l'avantage de très bien connaître plusieurs joueurs de son effectif, qui étaient ses coéquipiers à Dubaï 2009. Malgré l'arrivée de nouveaux joueurs qui découvrent le plus haut niveau, les Salomon semblent en mesure de réussir un bon tournoi.

## Palmarès
- Coupe du monde
  - 1er tour en 2006, 2007, 2008, 2009 et 2013

- Championnat d'Océanie (4)
  - Vainqueur en 2006, 2007, 2009 et 2013
  - Finaliste en 2011 et  2024

## Personnalités

### Anciens joueurs
- Gideon Omokirio
- Richard Anisua

### Sélectionneurs
- 2006 :  Vivian Wickham (en)
- avant 2013 :  Henry Koto
- 2013- :  Gideon Omokirio

### Effectif actuel
Effectif retenu pour la Coupe du monde 2013 :
| N° | Nom             | Poste      |
| -- | --------------- | ---------- |
| 1  | Abraham Bird    | Gardien    |
| 2  | Samson Takayama | Défenseur  |
| 3  | Seni Ngava      | Défenseur  |
| 4  | Patrick Marie   | Ailier     |
| 5  | Anthony Talo    | Défenseur  |
| 6  | Nicholas Muri   | Pivot      |
| 7  | Robert Laua     | Ailier     |
| 8  | McPhilip Aisa   | Pivot      |
| 9  | Augustine Anisi | Pivot      |
| 10 | James Naka      | Ailier     |
| 11 | Joe Luwi        | Ailier     |
| 12 | Fred Hale       | Gardien    |
|    | Gideon Omokirio | Entraineur |